# 伊登鎮區 (伊利諾伊州拉薩爾縣)
伊登鎮區（英語：Eden Township）是位於美國伊利諾伊州拉薩爾縣的一個行政鎮區。

## 地方資料
根據2010年美國人口普查的數據，伊登鎮區的面積為93.70平方千米，當中陸地面積為93.70平方千米，而水域面積為0.00平方千米。當地共有人口1414人，而人口密度為每平方千米15.09人。